# Canadian Regional Airlines

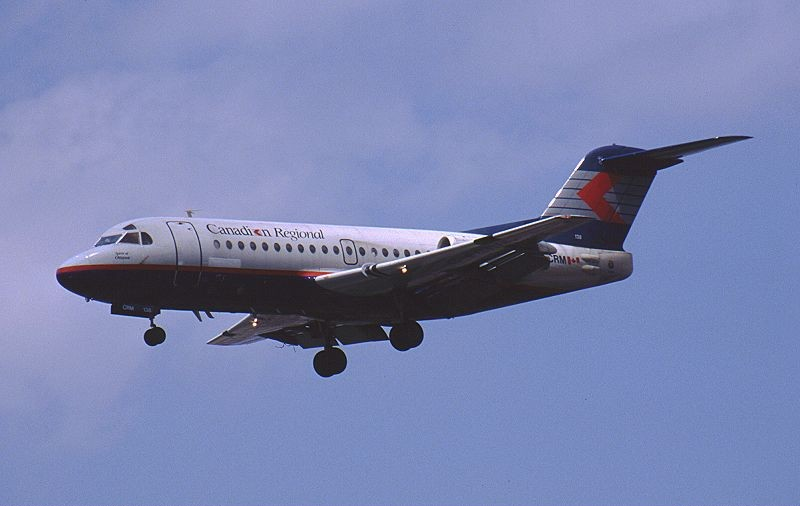
Fokker F28 de Canadian Regional

Canadian Regional Airlines fue una aerolínea regional con sede en el Aeropuerto Internacional de Calgary en Calgary, Alberta, Canadá.   Actualmente es parte de Air Canada Jazz .

## Flota histórica
Time Air operó aviones gemelos Fokker F28 Fellowship (ver foto) como vuelos de Canadian Regional. En un momento, Time Air fue el mayor operador del Fokker F28 del mundo.
Canadian Regional operó 7 aeronaves turbohélices ATR 42 -300 entre 1993 y 1998 cuando fueron transferidos a Inter-Canadien. Estos ATR 42 procedían de Ontario Express, que los operó por primera vez en 1988. Esta fue la primera aerolínea en importarlos y operarlos en Canadá. Ontario Express también fue la primera aerolínea en importar a Canadá el Jetstream 31 en 1987, cuando la compañía inició sus operaciones en Ontario. Tanto el Jetstream 31 como el ATR 42 demostraron ser aviones de gran éxito en el entorno de las aerolíneas regionales.
Canadian Regional también operó 13 turbohélices De Havilland Canada DHC-8 -100 Dash 8 y 15 turbohélices De Havilland Canada DHC-8 -300 Dash 8 desde 1994 hasta la consolidación. Muchos todavía operan como aviones para Air Canada Jazz. 

## Accidentes e incidentes
- El 5 de febrero de 2001, un pasajero sufrió quemaduras graves después de que se filtrara ácido sulfúrico del equipaje de mano en un portaequipajes superior en un Fokker F28 de Canadian Regional con diez pasajeros. Un segundo pasajero sufrió quemaduras menores después de que el ácido les golpeara la cara. Seis personas recibieron atención médica por inhalar humos tras un aterrizaje de emergencia en el Aeropuerto Internacional de Vancouver . [2]

## enlaces externos
- Air Canada Jazz

- Datos: Q5030526
- Multimedia: Canadian Regional Airlines / Q5030526